# روبرت كونيغ (نحات)
روبرت كونيغ (بالإنجليزية: Robert Koenig)‏ هو نحات بريطاني، ولد في 1951 في مانشستر في المملكة المتحدة.

## وصلات خارجية
- الموقع الرسمي